# Washford
Washford är en by i Somerset i England. Byn är belägen 25,5 km 
från Taunton. Orten har 601 invånare (2016).